# Завтра, і завтра, і завтра (Зоряний шлях)
Завтра і завтра і завтра (Tomorrow and Tomorrow and Tomorrow) — третя серія другого сезону американського телевізійного серіалу «Зоряний шлях: Дивні нові світи». Сценарій епізоду написав Девід Рід; режисування Аманди Роу. Перший показ відбувся 29 червня 2023 року.

## Зміст
USS «Enterprise» прямує на наступну місію, Ла'ан виконує свої обов'язки як начальник служби безпеки. Вона змушена стати між курсантом-денобуланом і начальником транспортного буфера Джеєм, відбувається з'ясування стосунків. Потім вона повідомляє Споку про анонімну скаргу на шум, коли він вправляється зі своєю вулканською лютнею. Він обіцяє займатися «менш енергійно». Врешті вона сперечається з Пелією щодо походження ряду безцінних творів мистецтва та артефактів, які вона привозить на борт — деякі з яких позначено як «власність Департаменту археології». Пелія відмахується від цього, кажучи, що раніше там працювала. Пелія відзначає одну конкретну роботу як підробку, тож пропонує Ла'ан повідомити Лувру. Ла'ан каже, що вона може обговорити це із Пайком.
Після цього Ла'ан бере участь у спарингу з доктором М'Бенгою в корабельному спортзалі. Лікар помічає — у неї щось на думці, і каже їй заспокоїтися, перш ніж вона відірве йому голову. Він намагається зв'язатися з нею як лікар, але Ла'ан різко відповідає, що він не є ним для неї. Коли вона кидається на нього, М'Бенга використовує власну енергію, щоб кинути Ла'ан на підлогу. Ла'ан не відповідає, просто сказавши, що побачить його наступного дня.
Коли Ла'ан патрулює палубами, її погляд привертає дивне світло, а за ним на палубу, хитаючись, йде людина в сірому костюмі. Коли вона вимагає повідомити, хто він, то бачить пляму крові та визнає його поранення скоріше кулею, ніж фазером. Таємничий поранений чоловік з'являється на «Ентерпрайзі» і перед смертю дає Ла'ан пристрій для подорожей у часі. Він простягає їй пристрій зі своєї кишені і наказує дістатися до містка, після чого помирає. Хвиля енергії змушує його тіло зникнути, це супроводжується звуками, що сигналізують про червону тривогу. Ла'ан пробирається до містка, наближаючись до того, кого вона вважає капітаном Пайком. Але чоловік, який обертається в кріслі, їй незнайомий.
Пристрій переносить її в альтернативну реальність, де люди не входять до Федерації та потерпають від війни проти ромуланців. Ухура повідомляє, що сусідній корабель вулканців вітає їх. Капітан наказує відкрити канал, назвавши себе Джеймсом Т. Кірком з корабля «Ентерпрайз» Об'єднаного флоту Землі. Ла'ан з подивом бачить Спока, який назвався капітаном вулканського корабля «Ш'Рел» і просить допомоги у земного судна. Вулкан веде програшну війну з Ромуланською Зоряною Імперією, і Срок цитує людське прислів'я «ворог мого ворога — мій друг». Кірк відповідає, що UEF має власні проблеми з Ромулом і не може дозволити собі вести війну на два фронти. Спок благає його, що без їхньої допомоги останній вулканський флот буде знищений, а їхній рідний світ стане беззахисним. Кірк вибачається, але твердо повідомляє, що він нічого не міг зробити, перш ніж Ухура закриває канал. Тоді всі погляди звертаються до Ла'ан, яка пропонує їй і Кірку поговорити наодинці.
У конференц-залі Кірк недовірливо ставиться до ідеї, що Ла'ан походить з якоїсь альтернативної лінії часу, хоча він визнає, що вчені говорили — така теорія можлива. Швидше за все, він вважає Ла'ан божевільною — за винятком того, що в базі даних корабля немає запису про неї. Ла'ан намагається пояснити про свій власний «Ентерпрайз» і зустріч з чоловіком у сірому костюмі, який дав їй пристрій. Вона підозрює, що чоловік хотів, щоб Кірк хоч якось допоміг їй, та вказує на протоколи Зоряного Флоту щодо подібних речей. Кірк, однак, ніколи не чув про Зоряний флот і вимагає, щоб вона передала пристрій для вивчення Командуванню UEF. Ла'ан відмовляється, і Кірк намагається відібрати прилад в неї. Вона активує пристрій, забираючи їх обидвох з корабля.
Джеймс не вірить розповіді Ла'ан, під час суперечки пристрій переносить обидвох у Торонто 2020-х років. Кірк і Ла'ан матеріалізуються на незнайомій території, капітан знову тисне на пристрій, намагаючись його активувати, але без результатів. Він підозрює, що прилад може бути зламаний, але Ла'ан вважає — вони прибули саме туди, куди треба — щоб зупинити атаку, про яку її попередив чоловік у сірому костюмі. У жодного з них немає ніяких пристроїв, які б їм допомагали — ні трикодера, ні комунікатора, ані фазера. Тож Ла'ан вирішує розвідати попереду. Незабаром стає зрозуміло, що вони на Землі; Кірк вважає, що вони в Нью-Йорку 21 -го століття, але Ла'ан виправляє його, зазначивши, що це Торонто, найбільше місті Канади. Кірк зізнається, що ніколи не був на Землі, і нічого подібного в його часовій шкалі не було. Він народився в космосі на борту USS «Iowa», і Земля спочатку була полем битви, потім окупованою територію, а тепер руїна. Кірк тремтить від холоду. Ла'ан не бентежиться, кажучи, що для Канади це не так вже й погано. Але вночі стає холодніше, і їм доводиться шукати теплий одяг.
Ла'ан і Кірк заходять у магазин одягу та виявляють, що все ще використовуються гроші в цей час, і їх спіймають, якщо вони спробують піти, не заплативши. Ла'ан має ідею — беручи предмет із сусідньої полиці, вона кладе його в сумку клієнтки, спрацьовує сигналізація, коли вона збирається йти. Коли охоронці відводять покупця, Ла'ан і Кірк виходять. Коли вони позбавляються своєї уніформи, Кірк пропонує отримати трохи грошей, запитуючи, чи має Ла'ан якісь навички 21-го століття, які можна використати. Він бере участь у серії шахових партій і виявляється сильним гравцем, заробляючи значну суму.
Коли вони йдуть зі своїми виграшами, Ла'ан здивована, і Кірк може здогадатися чому: вона не вважає великим інтелектуалом. Він зізнається, що грав зі своїм першим офіцером, поки вона не втомилася програвати, і з тих пір шукає суперника. Він вважає тривимірні шахи своєї епохи більш складними, називаючи стандартну двовимірну дошку «ідіотськими шахами». Кірк бачить кіоск з хот-догами і купує два, пропонуючи один Ла'ан, яка відмовляється. Він намагається наказати, але вона не підкоряється. Кірка на мить відволікає споглядання заходу сонця — з відео, які він бачив, Земля була вкрита хмарою попелу, вона не зникала протягом тисячі років, люди жили в підземних місячних колоніях. Він радить їй не пропускати хороший хот-дог, Ла'ан зрештою поступилася.
Обоє стають свідками вибуху, Ла'ан здогадується, що це зробили ромуланці. Тікаючи від поліції, Ла'ан і Джеймс проникаються взаємною симпатією. Їм допомагає місцева жителька Сера, схиблена на теоріях змови. Співробітники швидкої допомоги збираються на місці зруйнованого мосту. Прийшовши, Ла'ан розуміє, що ця сцена їй знайома, і розуміє, що це сталося на її шкалі часу. Кірк знає, що це сталося і з ним: найбільший підвісний міст, який будь-коли був збудований, зруйнований одразу після того, як був завершений. Це була не та подія, якій вони мали запобігти, але Ла'ан бачить щось в уламках, що привертає її увагу. Позичивши фотоапарат у глядачки, яка знаходиться поруч, вона може переконатися в цьому сама. Вона розповідає Кірку, що пошкодження завдано фотонною бомбою — зброєю, яку на Землі не повинні розробити принаймні ще століття. Вона підозрює, що руйнування мосту справді може бути справою рук вбивці, за яким вони полюють. Міська поліція Торонто завантажує шматок уламків у фургон. Ла'ан зазначає, що транспортні засоби в ту епоху були приватною власністю, але Кірку це добре відомо.
Підійшовши до водія, Кірк затискає шию, щоб вивести його з ладу, і забирає ключі. Ла'ан дивується, де він навчився це робити; Кірк відповідає, що провів шість місяців у в'язниці Денобулан із сусідом по камері вулканцем. Спершу не знайомий з елементами керування транспортним засобом 21-го століття, Кірк зрештою опанує це й слідує за фургоном через Торонто. Він помилково називає її «Ла'ан Нуньєн Сунг». Виправивши його, Ла'ан мовчить, оскільки розуміє, що він не впізнає її прізвище, зауважуючи про її «сумнозвісне» походження".
Коли вони досягають поліцейського об'їзду, фургон раптово повертає без попередження, змушуючи Кірка зробити крен через місто, щоб перехопити його. Швидкісна погоня привертає увагу поліції. Фургон втікає, і поліція затримує Кірка за водіння без прав і порушення правил дорожнього руху. Кірк протестує, що його права були в «інших штанах». Раптово з'являється фотографиня із місця вибуху, транслюючи затримання зі свого мобільного телефону як доказ «жорстокості поліції». Поліцейський диспетчер викликає допомогу на місці вибуху, і поліція відпускає Кірка з попередженням. Ла'ан і Кірк представляються своїй рятувальниці. Ла'ан використовує ім'я «Ванесса», а Кірк називається «Джимом». Фотограф Сера також переслідувала фургон із доказами вибуху. Ла'ан та Кірку стає зрозуміло, що Сера — якийсь теоретик змови, яка вважає, що напад на міст мав на меті змусити людство відмовитися від своїх планів міжнародної співпраці замість боротьби з позаземними загрозами. Кірк намагається блефувати, кажучи, що його «дружину» викрали. Ла'ан, підігруючи, каже, що бачила докази передової технології, яка перевершує все, що є у людей. Вона недовірливо дивиться на нього, коли Кірк прямо запитує про фотонну бомбу.
Після того, як їхні шляхи розходяться, Ла'ан зізнається, що шкодує Серу, оскільки вона так близька до правди, але не має необхідних доказів. Однак Кірк знає — Сера була ближче, ніж вона думала, вказуючи на фото корабля як на ромуланське судно «Хижий птах». Він згадує, що Сера сказала про реактор холодного синтезу в місті, тому що за кілька днів його буде знищено від першого удару ромуланців, який знищить Торонто. Побачивши новини про несприятливі температури у Вермонті, Ла'ан згадує свою розмову та каже Кірку, що знає там когось.
Ла'ан і Кірк приїздять до антикварного магазину. Кірк не знає, що робити, але Ла'ан просить довіряти їй. Пелія повідомляє їм, що магазин закрито. Ла'ан розповідає їй про події дня. Потім вона дивує Пелію, називаючи по імені, додаючи, що знала її секрет.
Сера виявляється лантаніткою, що не може підірвати реактор, але має запасний план — убити малого Хана Нуньєна Сінгха, майбутнього злочинця, чиї дії однак приведуть до утворення Федерації. Ла'ан знає, що Пелія насправді є лантаніткою, і що одну з картин у її колекції вкрали з Лувру. Пелія визнає, що «таємниці, що плавлять мозок», були достатньою причиною допомогти комусь. Але коли Ла'ан каже, що їй потрібен інженер, Пелія здивована, зауважуючи, що вона не ходила на уроки математики «відтоді, як Піфагор придумав цю дурницю», і думала, що холодний синтез — це вигадка, як Бігфут і лазери. Кірк вказує, що лазери були справжніми і він збентежений тим, що саме ця людина через два століття буде головним інженером «Ентерпрайзу». Ла'ан запевняє Пелію, що їм не потрібно було розуміти холодний синтез, щоб виявити його побічні продукти.
Досліджуючи годинники, Ла'ан дізнається, що тритій випромінює невелику кількість радіації, і циферблати годинників були покриті реактивним матеріалом, таким як люмінофор. Кірк також знає, що тритій має короткий період напіврозпаду. Ла'ан знімає скляний корпус годинника у своїй руці, оскільки вони обидва розуміють, що якби реактивні матеріали годинників піддалися впливу тритію, стрілки світилися б. Ла'ан дякує Пелії за її допомогу. Пелія надихається цим.
Лаан і Кірк повертаються до Торонто, де вони годинами блукали вулицями, не маючи жодних ознак світіння. Кірк дивується, чому він не міг носити годинник, вважаючи, що це «чоловічий». Ла'ан жартує, що він просто хотів бути головним. Кірк цілує її, і через мить вона відповідає. Потім він вказує, що стрілки на її годинника світилися; вони були поруч.
Сера штовхає Ла'ан коридорами після вбивства Кірка, збиваючи всіх, хто намагається її зупинити. Ла'ан зазначає, що охорона не дозволить їй зараз наблизитися до реактора, але Сера змінила план. Знищення реактора було «планом А», а тепер вони йшли до «плану Б», прямуючи до генетичних лабораторій будівлі. Смерть Хана гарантувала б, що Федерація ніколи не сформується, і ромуланці втратять свого найбільшого супротивника. Сера лютує через те, що цілі Тимчасові війни велися, намагаючись змінити ці події; вона сама прибула в 1992 році, намагаючись усунути Хана, і тридцять років була в пастці на Землі. І тепер вона використовує свій шанс. Ла'ан розповідає Сері своє справжнє ім'я, що Хан є її предком і що його спадщиною був геноцид, тортури — і сама Ла'ан.
Ла'ан обеззброює Серу та вступає з нею в рукопашний бій. Падаючи на підлогу, Сера натискає на шию, і її тіло розпадається, не залишаючи жодних слідів. Пристрій у її кишені активується, що дозволить їй повернутися до її власного часу. Ла'ан заходить до кімнати Хана, знаходячи на стінах малюнки складних рівнянь і міські пейзажі. Голос запитує, чи збиралася вона його вбити, і Ла'ан опиняється віч-на-віч із предком Ханом Нуніен Сінгхом — наляканою дитиною.
Ла'ан виходить з кімнати Хана, і активує пристрій, який повертає її на «Ентерпрайз». Вона повертається на місток, знаходячи його таким же знайомим, як і очікувала. Пелія розмовляє з Пайком і Уною про вимогу Лувру повернути артефакти.
Ла'ан повертається до помешкання, там є ще хтось: агент Емелай з Департаменту тимчасових розслідувань агентства Федерації, що стежить за змінами в часовій шкалі. Він дякує їй за допомогу. Ла'ан видає пристрій, який дав їй чоловік у сірому костюмі. Який, як підтверджує Емелай, був агентом DTI. Вона підкреслює, що Ла'ан не має розкривати нічого з того, що пережила. Емелай знову дякує їй за допомогу, перш ніж попросити повернути їй пристрій. Беручи його, вона вивчає потік часу, перш ніж піти.
На мить сидячи сама у своїй кімнаті, Ла'ан знімає годинник, який вона взяла з магазину Пелії, а потім переходить до свого ліжка й відкриває зв'язок із USS «Farragut» — кораблем, де Джеймс Т. Кірк служив лейтенантом. Вона назвала себе начальником служби безпеки на «Ентерпрайзі», що змусило Кірка задуматися, що цього разу зробив його брат Сем. Ла'ан блефує, кажучи, що вона намагалася отримати деякі біографічні дані для секретного файлу Сема. Кірк пропонує «справжні перлини» на Сема, якщо вона купить йому напій наступного разу, коли вони будуть на зоряній базі. Після закінчення сеансу Ла'ан розплакалася.

## Сприйняття та відгуки
На сайті «Rotten Tomatoes» епізод станом на липень 2024 року отримав 100 % оцінки 7 оглядачів.
В огляді «StarTrek.com» зазначалося: «Ла'ан подорожує в часі на Землю 21-го століття, щоб запобігти події, яка змінить майбутню історію людства. І має справу з її власною суперечливою спадщиною. Вона виконує місію захисту чогось прекрасного — майбутнього людства.»
В огляді «Den of Geek» зазначено: «Завдяки третьому епізоду другого сезону „Дивні нові світи“ ніби переписують канон оригінального серіалу. Але те, що робить „Завтра, і завтра, і завтра“ таким цікавим, так це те, що сам епізод чудово сповільнює темп. Незважаючи на сейсмічні події в історії — включаючи принаймні одну паралельну хронологію та смерть головного персонажа — цей епізод усе ще виглядає інтимним, в традиціях оригінального серіалу»."
«TV Tropes» здійснює детальний розбір аналогій, неспівпадінь та недоречностей епізоду.
В огляді «TrekMovie.com» зазначено: «Будучи засобом для розповіді важливої історії персонажа, епізод не перестарався, коли справа дійшла до тимчасової механіки. Але історія все одно добре вписується в канон „Trek“, з великою кількістю посилань на довгу історію подорожей у часі „Зоряного шляху“. Хоча, можливо, не такий захопливий, як попередній епізод, „Завтра, і завтра, і завтра“ був цікавим, емоційно привабливим і спонукав до роздумів. Що б ви іще хотіли?»
На сайті «IMDb» станом на липень 2024 року епізод отримав 8.3 з 10 зірок схвалення при 5100 голосах.

## Знімались
| Актор             | Роль                |
| ----------------- | ------------------- |
| Енсон Маунт       | Крістофер Пайк      |
| Ітан Пек          | Спок                |
| Крістіна Чонг     | Лаан Нуньєн Сінгх   |
| Селія Роуз Гудінг | Нійота Ухура        |
| Мелісса Навія     | Еріка Ортегас       |
| Бабс Олусанмокун  | Доктор М'Бенга      |
| Ребекка Ромейн    | Номер Один          |
| Пол Веслі         | Джеймс Т. Кірк      |
| Аделаїда Кейн     | Сера                |
| Керол Кейн        | Пелія               |
| Денніс Бархем     | перший шахіст       |
| Ной Ламанна       | Джей                |
| Кеден Лоуренс     | енсін охорони       |
| Девід Лейшон      | третій шахіст       |
| Люк Мерті         | поліцейський офіцер |
| Шон Мелдрам       | денубіанський кадет |
| Браян Кінтеро     | охоронець магазину  |
| Робін Шислер      | жінка в магазині    |